# Церква Введення в храм Пресвятої Богородиці (Іванківці)
Церква Введення в храм Пресвятої Богородиці в Іванківцях — парафія і храм греко-католицької громади Залозецького деканату Тернопільсько-Зборівської архієпархії Української греко-католицької церкви в селі Іванківцях Тернопільської громади Тернопільського району Тернопільської области.

## Історія церкви
Будівництво храму розпочато у 1928 році, але через Другу світову війну його призупинили. Роботи відновилися лише у 1988—1991 роках. У 1991 році, коли парафія була утворена, будівництво завершили завдяки пожертвам жителів села. Храм освятив владика Михаїл Сабрига.
Єпископські візитації парафії здійснював владика Василій Семенюк у 2010 та 2021 роках. Остання відбулася з нагоди 30-річчя храму. При парафії діють братство Матері Божої Неустанної Помочі та Марійська дружина.

## Парохи
- о. Михайло Чайківський (1990—1995),
- о. Корнелій Івашків (1995),
- о. Михайло Коваль (1995—1996),
- о. Володимир Заболотний (1996—1997),
- о. Григорій Мисан (1997—1998),
- о. Богдан Домінський (1999),
- о. Пилип Безпалько (1999—2005),
- о. Дмитро Мельничук (з 2006).